# OmniGraffle
OmniGraffle是由The Omni Group制作的一款绘图软件，其只能于运行在Mac OS X和iPad平台之上。它曾获得2002年的苹果设计奖。
OmniGraffle可以用来绘制图表，流程图，组织结构图以及插图，也可以用来来组织头脑中思考的信息，组织头脑风暴的结果，绘制心智图，作为样式管理器，或设计网页或PDF文档的原型。
它具有采用拖放的所见即所得界面。所谓的"Stencils"—一组用于拖放的形状—可以作为OmniGraffle的插件使用，用户也可以创建自定义的Stencils。
在很多方面，OmniGraffle都类似于Microsoft Visio。OmniGraffle专业版可以利用Visio的XML导出函数以导入/导出Visio的XML文件。OmniGraffle 5也可以直接打开Visio默认的二进制.vsd文件。然而，OmniGraffle不提供Visio包含的CAD功能，因为它缺乏类似于导入/导出DWG或DXF（AutoDesk文件格式）的功能。
OmniGraffle可以输出PDF，TIFF，PNG，JPEG，EPS，HTML图像映射，SVG，Visio XML，Photoshop和BMP等一系列文件格式。OmniGraffle使用苹果的XML schema格式的plist存储数据，其扩展名为.graffle。
OmniGraffle使用称为Quartz的Mac OS X的图形层，并利用了其反锯齿，平滑缩放，透明拖放阴影等一系列特性。OmniGraffle 4增加了贝塞尔形状，基于文本的可继承的图表等功能。OmniGraffle 5增加了贝塞尔连接线。
据Omni Group前总裁Wil Shipley说，OmniGraffle的名字中的Graffle意指某种'绘图'...但总体而言它只是一个无意义的词，只是被创造来对应'Visio'的而已。 